# Захарчук, Степан Александрович
Степан Александрович Захарчук (род. 30 ноября 1986, Амдерма, Архангельская область) — российский хоккеист.

## Карьера
Воспитанник самарского хоккея. Начал карьеру в 2004 году в составе самарского клуба Высшей лиги ЦСК ВВС, выступая до этого за его фарм-клуб. В составе самарского клуба Степан выступал до 2008 года, набрав за это время 42 (10+32) очка, а также 404 минуты штрафа в 162 проведённых матчах. Перед началом дебютного сезона КХЛ Захарчук подписал контракт с тольяттинской «Ладой», в составе которой в 65 матчах набрал 10 (5+5) очков.
Тем не менее, затем в клубе начались финансовые проблемы, поэтому Степан и его одноклубник Василий Кошечкин подали заявление в дисциплинарный комитет КХЛ с просьбой расторгнуть их контракты с «Ладой». Спустя некоторое время руководство тольяттинского клуба передало все права на Захарчука казанскому «Ак Барсу». В составе казанцев Степан в том же сезоне стал обладателем Кубка Гагарина, набрав 4 (1+3) очка в 32 проведённых матчах. 25 мая 2011 года руководство «Ак Барса» приняло решение продлить соглашение со Степаном ещё на четыре сезона. В 2015 продлил контракт с «Ак Барсом» на три сезона.
25 декабря 2017 года стал хоккеистом нижегородского «Торпедо». 8 января 2018 года спортивно-дисциплинарный комитет КХЛ дисквалифицировал Захарчука на четыре игры за толчок нападающего сочинской команды Кэйси Уэллмана, на борт. 8 октября 2018 Захарчук был дисквалифицирован на 15 матчей за толчок игрока «Тракторf» Артёма Пеньковского, который был госпитализирован.
Брат Максим — хоккеист, тренер. Брат Иван — хоккеист.

## Достижения
- Обладатель Кубка Гагарина 2010.

## Статистика
| Легенда | Легенда                    | Легенда | Легенда                   | Легенда | Легенда    |
| ------- | -------------------------- | ------- | ------------------------- | ------- | ---------- |
| И       | Количество проведённых игр | Штр     | Штрафное время            | +/−     | Плюс-минус |
| Г       | Голы                       | П       | Голевые передачи          | О       | Очки       |
| -       | Статистика неизвестна      | —       | Статистика не учитывалась |         |            |